# 伊姆斯特附近米尔斯
伊姆斯特附近米尔斯是奥地利蒂罗尔州伊姆斯特县的一个市镇。总面积3.49平方公里，总人口542人，人口密度155.3人/平方公里（2005年）。